# Wirich von Daun

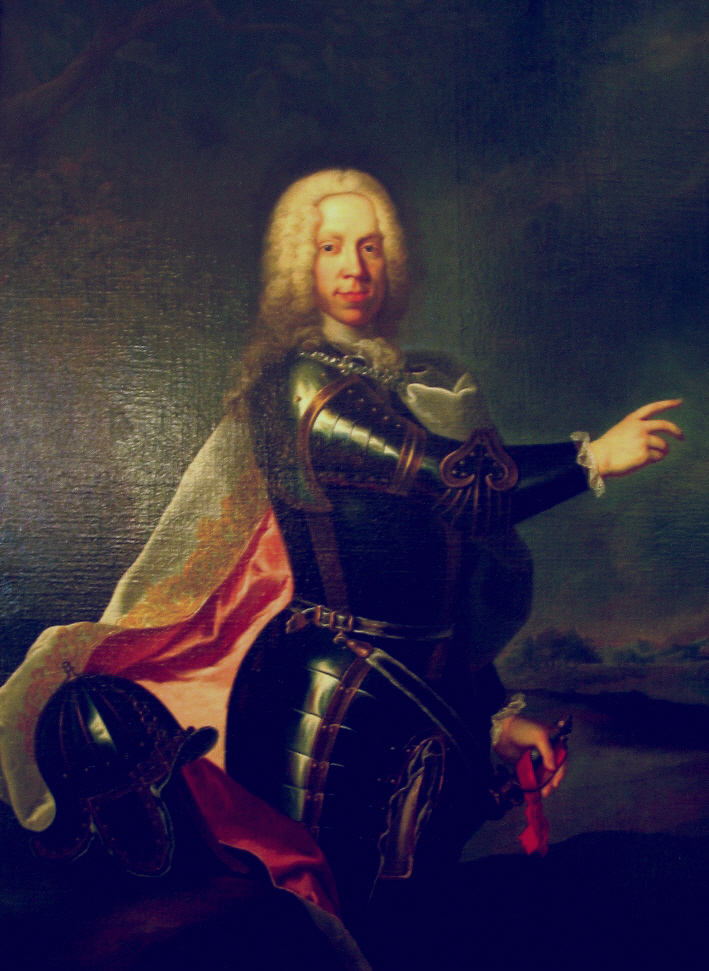
Wirich von Daun.

Wirich Philipp Lorenz von Daun, född den 19 oktober 1669 i Wien, död där den 30 juli 1741, var en österrikisk greve och fältmarskalk. Han var far till Leopold Joseph Daun.
Han utmärkte sig i spanska tronföljdskriget (1701–1713) genom sitt tre och en halv månader långa försvar av Turin (1706) mot franska enheter, tills han blev undsatt av prins Eugen av Savojen. Efter att ha befordrats till fälttygmästare gjorde han sig även känd för stormningen av fästningen Gaeta och intagandet av kungariket Neapel (1707). I sistnämnda land var han vicekung 1707–1708 och 1713–1719, blev därefter kommendant i Wien, 1725 ståthållare i Österrikiska Nederländerna och 1728 i hertigdömet Milano. År 1711 upphöjdes han till furste av Teano.